# Дурдан (кантон)
Дурда́н (фр. Dourdan) — кантон у Франції, в департаменті Ессонн регіону Іль-де-Франс.

## Склад кантону
Кантон включає в себе 11 муніципалітетів:
| Муніципалітет    | Площа | Населення, осіб | Рік  |
| ---------------- | ----- | --------------- | ---- |
| Дурдан           | 30,64 | 9435            | 2007 |
| Корбрез          | 15,79 | 1666            | 2007 |
| Ла-Форе-ле-Руа   | 7,94  | 444             | 2007 |
| Ле-Гранж-ле-Руа  | 12,68 | 975             | 2007 |
| Меробер          | 10,71 | 540             | 2007 |
| Отон-ла-Плен     | 10,59 | 348             | 2007 |
| Плессі-Сен-Бенуа | 9,16  | 307             | 2007 |
| Ришарвіль        | 10,35 | 439             | 2007 |
| Руенвіль         | 13,4  | 1164            | 2007 |
| Сент-Ескобій     | 12    | 465             | 2007 |
| Шатіньонвіль     | 5,13  | 64              | 2007 |

## Консули кантону
| Період    | Консул             | Посада                               |
| --------- | ------------------ | ------------------------------------ |
| 1979—1998 | Yves Tavernier     | Мер муніципалітету Дурдан            |
| 1998—2004 | Joël Chardine      | Заступник мера муніципалітету Дурдан |
| 2004—2011 | Dominique Écharoux | Мер муніципалітету Руенвіль          |

| Франція | Це незавершена стаття з географії Франції. Ви можете допомогти проєкту, виправивши або дописавши її. |